# Otsheria
Otsheria is een geslacht van uitgestorven anomodonte Synapsida uit het Midden-Perm van Rusland. 
De typesoort Otsheria netzvetajevi werd in 1960 benoemd door Tsjoedinow. De geslachtsnaam is afgeleid van de Otsjervindplaats bij de rivier de Izj ofwel Otsj in het Oedmoerts.
Het holotype is PIN 1758/5, een schedel zonder onderkaken, eind jaren vijftig gevonden bij Jezjowo. Verder is geen materiaal toegewezen.
Otsheria had naar schatting een vijftien centimeter lange schedel. De bewaarde lengte is honderdvijf millimeter. De schedel heeft een korte brede snuit met een bol bovenprofiel over een groot neusgat. Dat verschafte veel bijtkracht aan de vier grote voortanden in de praemaxilla die gebruikt werden om plantendelen af te bijten. De negen tandjes in het bovenkaaksbeen zijn veel kleiner. De punten van alle tanden zijn overdwars afgeplat. De bijtkracht wordt verder vergroot door een lang slaapvenster met een dikke beenbalk eronder voor de bevestiging van de kaakspieren en lange quadrata die het kaakgewricht omlaag brengen voor een betere hefboomwerking. De oogkassen zijn groot.
Otsheria werd in 1960 in de Venyukovioidea geplaatst, als oudste bekende lid.
Otsheria is een van de oudste landbewonende tetrapode planteneters die bekend is. Vaak is ook gedacht dat het dieet omnivoor was.